# Katarzyna Polonek
Katarzyna Polonek (ur. 1981 w Poznaniu) – wiolonczelistka, kameralistka i pedagog.

## Wykształcenie i działalność solistyczna
Naukę gry na wiolonczeli rozpoczęła w wieku 7 lat. Od 1991 roku kontynuowała edukację w klasie mistrzowskiej prof. Angeliki May na Uniwersytecie Muzyki i Sztuk Scenicznych w Wiedniu jako student nadzwyczajny w ramach programu dla wybitnie uzdolnionej młodzieży. W roku 1998 została przyjęta na studia dzienne w tejże uczelni w klasie solistycznej prof. Angeliki May, gdzie w 2002 roku ukończyła naukę pod jej przewodnictwem uzyskując dyplom z wyróżnieniem. Tam także kontynuowała studia magisterskie w klasie prof. Wolfganga Aichingera, które ukończyła z wyróżnieniem w 2004 roku. Pod kierunkiem prof. Markusa Nyikosa odbywała solistyczne studia podyplomowe Konzertexamen na Universität der Künste w Berlinie, które zakończyła w 2007 roku. W 2010 roku wiolonczelistka uzyskała stopień doktora sztuki muzycznej przyznany na Akademii Muzycznej im. Karola Lipińskiego we Wrocławiu. Tematem jej dysertacji był Wpływ XX-wiecznej rosyjskiej sonaty wiolonczelowej na rozwój ekspresji muzycznej w grze na wiolonczeli na przykładzie Sonaty d-moll op.40 Dymitra Szostakowicza, Sonaty nr 2 op. 63 Mieczysława Wainberga oraz Sonaty Alfreda Sznitkego. Jest adiunktem Akademii Muzycznej im. Ignacego Jana Paderewskiego w Poznaniu, gdzie w 2016 roku został jej nadany stopień doktora habilitowanego.
Swoje umiejętności doskonaliła pod kierunkiem Mstisława Rostropowicza, Natalii Szachowskiej, Wolfganga Boettchera, Andrzeja Orkisza, Stanisława Firleja, Zary Nelsovej oraz Miloša Sádlo.
Od wczesnych lat licealnych koncertowała jako solistka z Orkiestrą Kameralną Polskiego Radia Amadeus, orkiestrami Filharmonii Poznańskiej, Krakowskiej i Szczecińskiej, NOSPR oraz zespołami Concerto Avenna, Concertino Ensemble Rostock, Camerata Polonia i Sinfonie Orchester Berlin.
Dokonywała nagrań dla Polskiego, Niemieckiego, Szwajcarskiego, Austriackiego i Japońskiego Radia i Telewizji.
W latach 1992–1999 była stypendystką Krajowego Funduszu na Rzecz Dzieci, a w czasie studiów stypendystką Ministra Kultury i Sztuki. W 2002 roku wygrała stypendium wiedeńskiego Karajan Centrum, które oprócz pomocy finansowej jako jedną z nagród zapewniło także możliwość nagrania płyty CD. Drogą konkursową otrzymała również stypendia szwajcarskiej Fundacji Tüll-Dürr, Ministerstwa Republiki Austriackiej, wiedeńskiej Fundacji im. Albana Berga oraz niemieckiej Fundacji Oscar und Vera Ritter.
Wszechstronne zainteresowania wiolonczelistki znajdują odzwierciedlenie we współtworzonych przez nią projektach interdyscyplinarnych. W partnerstwie artystycznym z Urszulą Makosz i Anną Antonowicz stworzyła projekt “zing mayn harts | זינג מײַן האַרץ” składający się z tradycyjnych piosenek żydowskich w aranżacji na głos, wiolonczelę oraz recytującego aktora. Wraz z Anną Antonowicz zainicjowała projekt słowno-muzyczny “Czarny kwadrat na białym tle” będący syntezą solowych utworów wiolonczelowych m.in. K. Pendereckiego, M. Weinberga i dedykowanego wiolonczelistce “Menojre” E. Fabiańskiej-Jelińskiej oraz recytowanych wierszy i fragmentów prozy.
Jako współzałożycielka Fundacji im. Szymona Goldberga zajmuje się promocją i wspieraniem działań na rzecz wybitnych artystów, zarówno młodych, jak i dojrzałych. Realizowane cele, zapisane w statucie Fundacji, to m.in. organizacja koncertów, kursów mistrzowskich, wypożyczanie instrumentów, udzielanie pomocy finansowej oraz promowanie idei integracji artystów różnych kultur i pochodzenia.

## Działalność kameralistyczna
Wraz z Krzysztofem Polonkiem oraz Nikolausem Resą współtworzy założony w 2004 roku zespół Berlin Piano Trio, z którym to w latach 2006–2011 odbyła studia w solistycznej podyplomowej klasie kameralistyki prof. Markusa Beckera w Hochschule für Musik und Theater Hannover, jednocześnie równolegle kontynuując edukację w elitarnej European Chamber Music Academy. Dzięki przynależności do ECMA kształciła się pod kierunkiem profesorów Hatto Beyerlego, Shmuela Askhenasiego, Johannesa Meissla, Avedisa Kouyoumidjiana, Ferenca Radosa, Annera Bylsmy, Philipa Müllera oraz Christopha Richtera. Jako kameralistka uczestniczyła w następujących festiwalach muzycznych: Sommets Musicaux de Gstaad, Bregenzer Festspiele, Festspiele Mecklenburg-Vorpommern, Max Reger Tage Weiden, Julitafestivalen Katrineholm, Griegfestival Bergen, Festiwal Muzyczny w Łodzi, Festiwal im. Ignacego Jana Paderewskiego w Warszawie, Festiwal Muzyka w Starym Krakowie, Festiwal Kultury Żydowskiej w Krakowie, Festiwal Happy New Ears w Hamburgu, Festiwal Muzyczny w Kyoto, Crescendo Berlin, Śląskie Lato Muzyczne, Krakowska Wiosna Muzyki, Festiwal Mozartowski w Warszawie. Występowała w salach koncertowych europejskich instytucji muzycznych takich jak Berliner Philharmonie, Konzerthaus Wien, Musikverein Wien, Apollosaal Berlin, Mozartsaal Hamburg, Det Kongelige Teater og Kapel – Oparaen, NOSPR, NFM, a także w Concert Hall Kyoto. Oprócz tego, w latach 2013–2014 zastępowała wiolonczelistę w Kwartecie Polskim Deutsche Oper Berlin.

## Działalność orkiestrowa
Jeszcze w czasie trwania studiów w Wiedniu odbywała staż w orkiestrze Wiener Symphoniker. W latach 2006–2007 kontynuowała tę działalność w Akademii Orkiestrowej kształcąc się pod kierunkiem Daniela Barenboima i grając w prowadzonej przez niego orkiestrze Staatskapelle Berlin. Od czasu ukończenia studiów grając gościnnie z orkiestrami Berliner Philharmoniker, Kammerakademie Potsdam oraz Rundfunk Sinfonieorchester Berlin współpracowała z dyrygentami Danielem Barenboimem, Sir Simonem Rattlem, Markiem Janowskim, Ivánem Fischerem, Pierre’em Boulezem, Michaelem Sanderlingiem oraz Bernardem Haitinkiem.

## Działalność pedagogiczna
Od 2003 roku zajmuje się aktywną działalnością pedagogiczną. Od 2013 roku prowadzi klasę wiolonczeli w Akademii Muzycznej im. Ignacego Jana Paderewskiego w Poznaniu. Jej uczniowie i studenci są laureatami ogólnopolskich, ogólnoniemieckich i międzynarodowych konkursów wiolonczelowych i kameralnych. Ponadto od 2006 roku jest zapraszana do prowadzenia kursów mistrzowskich w Berlinie, Poznaniu, Szamotułach i Opolu. Z myślą o młodych adeptach sztuki wiolonczelowej przetłumaczyła z języka niemieckiego na język polski oraz opracowała w sposób krytyczno-naukowy rozprawę Stanislava Apolina „Suity na wiolonczelę solo J. S. Bacha – streszczenie reguł barokowych do interpretacji stylu na wiolonczelę solo J. S. Bacha (BWV 1007-1012)” (wyd. Akademia Muzyczna im. I.J. Paderewskiego w Poznaniu, 2015). W 2020 roku opublikowano jej wykład na platformie YouTube w ramach projektu „Muzyczna sieć dla młodzieży”. W 2021 roku na platformie YouTube opublikowała serię krótkich wykładów na temat ważniejszych aspektów techniki wiolonczelowej zatytułowaną “Wiolonczelistyka z Katarzyną Polonek”.

## Nagrody
Wiolonczelistka jest laureatką wielu nagród na ogólnopolskich i międzynarodowych konkursach wiolonczelowych i kameralnych. Najważniejsze z nich to:
- 2010: III nagroda (I i II nie przyznano) oraz nagroda publiczności na Międzynarodowym Konkursie Muzyki Kameralnej im. J. Haydna w Wiedniu (Berlin Piano Trio)[39]
- 2009: nagroda Prix Marguerite Duetschler na konkursie „Sommets Musicaux” w Gstaad (Berlin Piano Trio)[40];
- 2007: I nagroda i nagroda publiczności na Europejskim Konkursie Muzyki Kameralnej w Karlsruhe (Berlin Piano Trio)[41];
- 2007: I nagroda oraz Grand Prix na Międzynarodowym Konkursie Współczesnej Muzyki Kameralnej w Krakowie (Berlin Piano Trio)[11][16];
- 2003: III nagroda na Konkursie Muzyki Kameralnej im. L. Janáčka w Brnie (z Agatą Nowakowską jako Ignis Duo);
- 2002: stypendium wiedeńskiego Karajan Centrum;
- 2001: III nagroda na Międzynarodowym Konkursie Wiolonczelowym im. Johannesa Brahmsa w Pörtschach[42];
- 1997: I nagroda oraz Grand Prix na Międzynarodowym Konkursie Wiolonczelowym im. Kazimierza Wiłkomirskiego w Poznaniu[43];
- 1996: I nagroda na Międzynarodowym Konkursie Wiolonczelowym w Liezen.

## Dorobek fonograficzny
- 2020: Zarębski, Brahms z Marcinem Sikorskim, Krzysztofem Polonkiem, Maciejem Buczkowskim i Ignacym Miecznikowskim (w trakcie procesu wydawniczego)
- 2020: Debussy, Franck, Fabiańska-Jelińska z Nikolausem Resą, Marcinem Sikorskim i Krzysztofem Polonkiem (w trakcie procesu wydawniczego);
- 2019: Geliebte Clara, Liebste Clara! z Brahms Piano Quartett – na żywo z Filharmonii Opolskiej (wyd. QBK)[44];
- 2016: Dvořák. Brahms z Berlin Piano Trio (wyd. QBK)[45];
- 2015: Beyond the Tango z Berlin Piano Trio (wyd. Rime Records)[46][47];
- 2015: IPPNW-Benefizkonzert für Flüchtlinge z Berlin Piano Trio oraz Christianem Brücknerem – na żywo z Filharmonii Berlińskiej (wyd. IPPNW-Concerts)[48][49];
- 2013: Berolina Trio – The Berlin Piano Trio z Berlin Piano Trio – na żywo z Berlińskiej Filharmonii (wyd. GEMA);
- 2010: Beethoven: Koncert potrójny z Berolina Trio (późniejsze Berlin Piano Trio) i orkiestrą Musikkollegium Winterthur pod dyrekcją Douglasa Boyda (wyd. CLAVES)[50];
- 2003: spread your wings – Musical Impressions from Poland and Russia z Agatą Nowakowską (wyd. Herbert von Karajan Centrum Wien, TONAL).